# Miklós Meszéna
Miklós Meszéna (* 14. prosince 1940 – 29. července 1995 Budapešť, Maďarsko) byl maďarský sportovní šermíř, který se specializoval na šerm šavlí. Maďarsko reprezentoval v šedesátých a na začátku sedmdesátých let. Na olympijských hrách startoval v roce 1964 a 1968 v soutěži družstev. V roce 1965 obsadil druhé místo na mistrovství světa v soutěži jednotlivců. S maďarským družstvem šavlistů vybojoval na olympijských hrách 1968 bronzovou olympijskou medaili a v roce 1966 získal s družstvem titul mistra světa.